# Zuleyka Rivera
Zuleyka Jerrís Rivera Mendoza (Cayey, 3 ottobre 1987) è una modella portoricana, eletta Miss Universo 2006.
Ha debuttato come attrice nella telenovela in lingua spagnola Dame Chocolate per la rete televisiva statunitense Telemundo. Appare nel video della canzone Despacito di Luis Fonsi e Daddy Yankee.